# کلینگلباخ
کلینگلباخ (به آلمانی: Klingelbach) یک شهر در آلمان است که در Verbandsgemeinde Katzenelnbogen واقع شده‌است. کلینگلباخ ۷۳۴ نفر جمعیت دارد.